# Bruno Berloffa
Bruno Berloffa (* 12. April 1971 in Innsbruck) ist ein ehemaliger österreichischer Fußballspieler und jetziger Bergsteiger und Bergretter.

## Werdegang
Berloffa begann seine Fußballlaufbahn beim Innsbrucker AC, bevor er 1992 seinen ersten Profivertrag beim WSG Wattens erhielt. Dort spielte er bis 1999. Zur Saison 1999/2000 stand er beim FC Tirol Innsbruck unter Trainer Kurt Jara unter Vertrag und kam dabei durch eine Einwechslung in der 70. Minute im Auswärtsspiel beim LASK Linz zu einem Einsatz in der Bundesliga. Am Ende wurde er mit der Mannschaft Österreichischer Meister, wechselte aber mangels Spielzeit zurück zum WSG Wattens. Ab 2003 ließ er seine Karriere beim Innsbrucker SK ausklingen.
Berloffa hat eine Nachwuchstrainer-Lizenz.
Nach seiner Karriere als Fußballer wurde er Bergsteiger und absolvierte eine Ausbildung zum Bergretter.
Er leitet die Bergrettungs-Ortsstelle Innsbruck und erhielt für seinen Einsatz als Bergretter die höchste Auszeichnung des Alpenvereins Österreich, das Grüne Kreuz.